# 오산중학교 (경기)
오산중학교(烏山中學校)는 대한민국 경기도 오산시 청학동에 있는 사립 중학교이다.

## 학교 연혁
- 1948년 11월 20일 : 성호고등공민학교 설립인가
- 1950년 5월 20일 : 초대 서상길 이사장 취임
- 1950년 5월 20일 : 재단법인 오산학원 오산중학교 설립인가
- 1952년 7월 19일 : 현 학교 부지(청학리 17번지)로 이전
- 1952년 10월 20일 : 초대 서영석 교장 취임
- 1953년 2월 25일 : 제1회 졸업식(졸업생 42명 남 33명, 여 9명)
- 1953년 7월 15일 : 교지 청학 1호 발간
- 2005년 3월 1일 : 남녀공학 인가
- 2013년 11월 26일 : 김영희 이사장 취임
- 2018년 3월 1일 : 경기도교육청 혁신학교 지정
- 2019년 3월 1일 : 제14대 김영수 교장 취임
- 2023년 3월 2일 : 청아관(도서관) 이전
- 2024년 1월 9일 : 제72회 졸업식(223명, 총 26,274명)

## 참고 자료
- 오산중학교 - 한국교육학술정보원 학교알리미